# Isola di Yawajaba
L'isola di Yawajaba, spesso indicata come Montgomery Island, è un'isola al largo della costa del Kimberley nell'Australia Occidentale.
L'isola si trova a circa 22 km al largo dalla costa, con un'area totale di circa 1313 ettari ed è composta da tre isole molto vicine l'una all'altra. Si trova all'estremità meridionale della baia di Camden ed è circondata dalla scogliera di Montgomery.
L'isola si trova a circa 120 km a nord-est di Bardi.
Composta da sabbia e mangrovie, Yawajaba, è l'isola più grande all'interno del sistema della scogliera di Montgomery.